# Molossidae
Pour les articles homonymes, voir Molosse.
Famille
Taxons de rang inférieur
- Voir le texte

Les Molossidae sont une famille de chauves-souris appelées molosses. Il y a environ 80 espèces.
Les molosses ont des oreilles épaisses et larges et une poche glandulaire à la gorge. Ils se dirigent par écholocation en émettant des ultrasons via des vibrations lentes et notes quasi constantes du larynx. Ils se nourrissent d'insectes.

## Liste des genres
Selon Mammal Species of the World (version 3, 2005)  (1 juillet 2016) et ITIS (1 juillet 2016) :
- Sous-famille Molossinae Gervais, 1856 
  - genre Chaerephon Dobson, 1874
  - genre Cheiromeles Horsfield, 1824
  - genre Cynomops Thomas, 1920
  - genre Eumops Miller, 1906
  - genre Molossops Peters, 1866
  - genre Molossus E. Geoffroy, 1805
  - genre Mops Lesson, 1842
  - genre Mormopterus Peters, 1865
  - genre Myopterus E. Geoffroy, 1818
  - genre Nyctinomops Miller, 1902
  - genre Otomops Thomas, 1913
  - genre Platymops Thomas, 1906
  - genre Promops Gervais, 1856
  - genre Sauromys Roberts, 1917
  - genre Tadarida Rafinesque, 1814
- Sous-famille Tomopeatinae Miller, 1907
  - genre Tomopeas Miller, 1900